# Irina Gerlic
Irina Jakovlevna Gerlic (in russo Ирина Яковлевна Герлиц?; Krasnokutsk, 29 aprile 1966) è un'ex cestista sovietica.

## Carriera
Con l'Unione Sovietica ha disputato i Campionati mondiali del 1986, i Giochi olimpici di Seul 1988 e i Campionati europei del 1989.
Con la Squadra Unificata ha disputato i Giochi olimpici di Barcellona 1992.